# Sufetula polystrialis
Sufetula polystrialis là một loài bướm đêm trong họ Crambidae.